# Wendell Pierce
Wendell Edward Pierce (Nova Orleães, 8 de dezembro de 1962) é um ator e empresário americano. Após estudar na Juilliard School, Pierce ganhou destaque como ator de teatro e cinema. Ele ganhou reconhecimento pela primeira vez interpretando o papel do detetive Bunk Moreland na aclamada série dramática da HBO The Wire, de 2002 a 2008.
Seus papéis principais na televisão incluem Antoine Batiste em Treme (2010–2013), James Greer em Jack Ryan de Tom Clancy (2018–2023), o advogado Robert Zane em Suits (2013–2019) e Clarence Thomas em Confirmation (2016). Ele recebeu indicações ao Prêmio Independent Spirit pelos seus papéis no cinema em Four (2012) e Burning Cane (2019), nos quais também atuou como produtor. Outros papéis notáveis no cinema incluem Malcolm X (1992), Waiting to Exhale (1995), Ray (2004), Selma (2014), The Gift (2015) e Clemency (2019).

## Vida pessoal
Wendell Pierce nasceu em Nova Orleães, Louisiana, um dos três filhos de um professor e um condecorado veterano da Segunda Guerra Mundial que trabalhou como engenheiro de manutenção. A unidade segregada do Exército de seu pai ajudou os fuzileiros navais a vencer a Batalha de Saipan em 1944.
Pierce foi criado na comunidade negra de classe média de Pontchartrain Park, o primeiro subúrbio afro-americano do pós-guerra. Seu pai, juntamente com muitos outros veteranos negros, mudou-se para o bairro depois de voltar para casa após a guerra. O bairro foi destruído pelo furacão Katrina em 2005, inclusive a casa da família de Pierce, que foi inundada por 4,3 m de água.
Pierce se formou em 1981 na Benjamin Franklin High School e no New Orleans Center for Creative Arts. Quando jovem ator, ele apareceu em The Winter's Tale no Tulane Shakespeare Festival. Ele produziu e apresentou o Think About It, um talk show voltado para jovens, para a estação afiliada local da NBC, e também apresentou um programa semanal de jazz na rádio WYLD-FM chamado Extensions from Congo Square.
Pierce então frequentou a Divisão de Drama da Juilliard School de 1981 a 1985, graduando-se como membro do Grupo 14 com um Bacharel em Belas Artes. Em maio de 2023, Pierce recebeu um doutorado honorário.

## Carreira
Pierce trabalhou nos dramas da HBO The Wire e Treme. Quando escalado pela primeira vez para The Wire, Pierce e seus colegas de elenco duvidaram que o show fosse um sucesso: "Lembro-me da primeira vez que todos nós nos sentamos e assistimos ao piloto. Todos nos viramos uns para os outros e dissemos: 'Cara, não acho que essa merda vá a lugar nenhum.'"  Para seu papel em Treme, Pierce aprendeu a tocar trombone, embora tenha contado com o "dublê de som" Stafford Agee da Rebirth Brass Band. Agee tocou fora das câmeras para Pierce, sincronizando seu trombone com os movimentos de Pierce para maior autenticidade.
Pierce foi indicado para o Prêmio Independent Spirit de Melhor Ator Principal Masculino por sua interpretação de Joe, um homem gay casado e assumido que abandona sua família com um jovem branco que conheceu on-line, em Four. O filme foi lançado em 13 de setembro de 2013, mais ou menos na mesma época em que o The Michael J. Fox Show estreou na NBC, no qual Pierce interpretou o chefe do personagem de Michael J. Fox até o cancelamento do programa, cerca de cinco meses depois.
De 2015 a 2017, Pierce estrelou, ao lado de Matthew Perry e Thomas Lennon, uma reestreia da sitcom The Odd Couple na CBS, interpretando o papel de Teddy.[carece de fontes?]
Quando Mike Henry deixou de dar a voz a Cleveland Brown em Family Guy, devido aos protestos de George Floyd, Pierce lançou uma campanha para se tornar o substituto de Henry.

## Filmografia

### Filme
| Ano  | Titulo                                          | Papel                             |
| ---- | ----------------------------------------------- | --------------------------------- |
| 1986 | The Money Pit                                   | Paramedic                         |
| 1989 | Casualties of War                               | MacIntire                         |
| 1989 | Family Business                                 | Prosecutor                        |
| 1990 | A Matter of Degrees                             | Wells Dennard                     |
| 1991 | A Rage in Harlem                                | Louis                             |
| 1992 | Malcolm X                                       | Ben Thomas                        |
| 1993 | Manhattan Murder Mystery                        | Policeman                         |
| 1994 | It Could Happen to You                          | Bo Williams                       |
| 1995 | Bye Bye Love                                    | Hector                            |
| 1995 | Hackers                                         | FBI Agent Dick Gill               |
| 1995 | Waiting to Exhale                               | Michael Davenport                 |
| 1996 | Sleepers                                        | Eddie "Little Caesar" Robinson    |
| 1996 | Get on the Bus                                  | Wendell                           |
| 1998 | Bulworth                                        | Fred                              |
| 1999 | The 24 Hour Woman                               | Roy LaBelle                       |
| 1999 | Abilene                                         | Reverend Tillis                   |
| 2001 | The Gilded Six Bits                             | Otis D. Slimmons                  |
| 2002 | The Date                                        | Naive Man                         |
| 2002 | Brown Sugar                                     | Simon                             |
| 2003 | The Fighting Temptations                        | Reverend Lewis                    |
| 2004 | A Hole in One                                   | Dan                               |
| 2004 | Land of Plenty                                  | Henry                             |
| 2004 | Ray                                             | Wilbur Brassfield                 |
| 2006 | Stay Alive                                      | Detective Thibodeaux              |
| 2007 | I Think I Love My Wife                          | Sean                              |
| 2007 | Pariah                                          | Arthur                            |
| 2009 | Beyond All Boundaries                           | Sergeant Thomas McPhatter (voice) |
| 2009 | The Storm Inside                                | The Narrator                      |
| 2010 | Night Catches Us                                | David Gordon                      |
| 2010 | Love Ranch                                      | Naasih Mohammed                   |
| 2010 | The Big Uneasy                                  | Ele mesmo (narração)              |
| 2011 | The Mortician                                   | Wendell Simms                     |
| 2011 | Horrible Bosses                                 | Detective Hagan                   |
| 2012 | Lay the Favorite                                | Dave "The Rave"                   |
| 2012 | Four                                            | Joe                               |
| 2012 | The Twilight Saga: Breaking Dawn – Part 2       | J. Jenks                          |
| 2013 | Parker                                          | Carlson                           |
| 2013 | Möbius                                          | Bob                               |
| 2014 | Foreclosure                                     | Virgil                            |
| 2014 | Elsa & Fred                                     | Armande                           |
| 2014 | Selma                                           | Hosea Williams                    |
| 2015 | Mary Lou Williams: The Lady Who Swings the Band | Andy Kirk (voz)                   |
| 2015 | Runaway Hearts                                  | Paul                              |
| 2015 | The Gift                                        | Detective Mills                   |
| 2015 | The Runner                                      | Frank Legrand                     |
| 2016 | Bad Moms                                        | Principal Daryl Burr              |
| 2017 | The Forever Tree                                | Dr. Willow                        |
| 2017 | Rodents of Unusual Size                         | The Narrator                      |
| 2018 | Piercing                                        | Doctor                            |
| 2018 | One Last Thing                                  | Dylan Derringer                   |
| 2019 | Clemency                                        | Jonathan Williams                 |
| 2019 | Burning Cane                                    | Reverend Tillman                  |
| 2022 | Don't Hang Up                                   | Chris Daniels                     |
| 2025 | Thunderbolts*                                   | Congressman Gary                  |
| 2025 | Highest 2 Lowest                                | Gabe                              |
| 2025 | Superman                                        | Perry White                       |

### Televisão
| Ano          | Titulo                               | Papel                              | Notas                                                |
| ------------ | ------------------------------------ | ---------------------------------- | ---------------------------------------------------- |
| 1987         | Vietnam War Story                    | French                             | Episódio: "The Pass" (S1.E3)                         |
| 1988–1989    | The Equalizer                        | Dr. Wolff                          | Episódios: "The Last Campaign", "Starfire"           |
| 1989         | A Man Called Hawk                    | Derrick West                       | Episódio: "Never My Love"                            |
| 1990         | Capital News                         | Conrad White                       | Elenco principal                                     |
| 1991         | I'll Fly Away                        | Charles                            | Episódio: "Coming Home"                              |
| 1991         | The 10 Million Dollar Getaway        | Parnell "Stacks" Edwards           | Telefilme                                            |
| 1992         | General Motors Playwrights Theater   | Sergeant Kelly                     | Episódio: "Avenue Z Afternoon"                       |
| 1992         | Law & Order                          | Chief Ola-Gimju Nwaka              | Episódio: "Consultation"                             |
| 1992         | Unnatural Pursuits                   | Cabbie                             | Episódio: "I Don't Do Cuddles"                       |
| 1993         | Strapped                             | District Attorney                  | Telefilme                                            |
| 1994         | Last Days of Russell                 | Walter                             | Telefilme                                            |
| 1995         | Law & Order                          | Jerome Bryant                      | Episódio: "Rage"                                     |
| 1995         | New York News                        | Jesus                              | Episódio: "The Using Game"                           |
| 1996         | New York Undercover                  | Dr. Anthony Fisher                 | Episódio: "Bad Blood"                                |
| 1996         | Never Give Up: The Jimmy V Story     | John Saunders                      | Telefilme                                            |
| 1997         | The Advocate's Devil                 | Justin                             | Telefilme                                            |
| 1996–1997    | Moloney                              | District Attorney Calvin Patterson | Recorrente                                           |
| 1997         | 413 Hope                             | Taffy                              | Episódio: "Pilot" & "Fatherhood"                     |
| 1997–1999    | The Gregory Hines Show               | Carl Stevenson                     | Elenco principal                                     |
| 1998         | Sports Theater with Shaquille O'Neal | Assistant Coach                    | Episódio: "Scrubs"                                   |
| 1998–2000    | The Brian Benben Show                | Kevin La Rue                       | Elenco principal                                     |
| 1999         | The Expert                           | Dr. Worseley                       | Episode: "Pilot"                                     |
| 1999         | Law & Order                          | Mr. Wade                           | Episódio: "Disciple"                                 |
| 2000         | God, the Devil and Bob               | Mike (voz)                         | Episódios: "In the Beginning" & "Date from Hell"     |
| 2000         | Third Watch                          | Officer Conrad 'Candyman' Jones    | Recorrente                                           |
| 2000         | City of Angels                       | Norbert Grimly                     | Episódio: "Straight Flush"                           |
| 2001         | My Wife and Kids                     | Dr. Boucher                        | Episode: "Pilot"                                     |
| 2000–2001    | The Weber Show                       | Wendell Simms                      | Elenco principal                                     |
| 2002         | Girlfriends                          | Anthony Jackson                    | Episódio: "Childs in Charge"                         |
| 2002–2008    | The Wire                             | Detective William "Bunk" Moreland  | Elenco principal                                     |
| 2004         | Judging Amy                          | Harry Benton                       | Episódio: "Sins of the Father"                       |
| 2004         | Law & Order                          | Roger Porter                       | Episódio: "Gunplay"                                  |
| 2004         | Mitchellville                        | –                                  | TV movie                                             |
| 2005–2006    | Law & Order: Trial by Jury           | Dr. Richard Link                   | Episódios: "The Line" & "Eros in the Upper Eighties" |
| 2006         | Close to Home                        | Sam Carter                         | Episódio: "Prodigal Son"                             |
| 2007         | The Wire: The Chronicles             | Detective William "Bunk" Moreland  | Episódio: "2000: Bunk and McNulty"                   |
| 2007         | Life Support                         | "Slick"                            | Telefilme                                            |
| 2007–2008    | Numb3rs                              | William Bradford                   | Recorrente                                           |
| 2008         | Women's Murder Club                  | Bill Schroeder                     | Episódio: "Father's Day"                             |
| 2008         | In Plain Sight                       | Dr. Warren McBride / Warren Morris | Episódio: "It Doesn't Live Here Anymore"             |
| 2008         | House of Payne                       | Jeffrey Lucas                      | Recorrente                                           |
| 2009         | Fear Itself                          | Wiilbur Orwell                     | Episódio: "Something with Bite"                      |
| 2009         | Hawthorne                            | Michael Schilling                  | Episódio: "Trust Me"                                 |
| 2009         | Drop Dead Diva                       | Neal David                         | Episódio: "Grayson's Anatomy"                        |
| 2010         | Tim & Eric Awesome Show              | Detective                          | Episódio: "Re-Animated"                              |
| 2010–2013    | Treme                                | Antoine Batiste                    | Elenco principal                                     |
| 2013–2014    | The Michael J. Fox Show              | Harris Green                       | Elenco principal                                     |
| 2013–2019    | Suits                                | Robert Zane                        | Recorrente                                           |
| 2014–2015    | Ray Donovan                          | Ronald Keith                       | Recorrente                                           |
| 2015         | The Night Shift                      | Walt                               | Episódio: "Moving On"                                |
| 2015–2017    | The Odd Couple                       | Teddy                              | Elenco principal                                     |
| 2016         | Grease Live!                         | Coach Calhoun                      | Telefilme                                            |
| 2016         | Confirmation                         | Clarence Thomas                    | Telefilme                                            |
| 2016         | Pickle and Peanut                    | Dr. Craig (voz)                    | Episódio: "Night Shift/Scalped"                      |
| 2017         | Archer                               | Verl (voz)                         | Episódio: "Archer Dreamland: Jane Doe"               |
| 2017–2020    | Chicago P.D.                         | Alderman Ray Price                 | Recorrente (temporadas 5–6)                          |
| 2018         | Unsolved                             | Detective Lee Tucker               | Recorrente                                           |
| 2018–2023    | Jack Ryan                            | James Greer                        | Elenco principal                                     |
| 2021         | The Watch                            | Death (voz)                        | Elenco principal                                     |
| 2022–2023    | Eureka!                              | Sandy (voz)                        | Recorrente                                           |
| 2023         | Accused                              | Detective Trent Douglas            | Episódio: "Kendall's Story"                          |
| 2023–2025    | Power Book III: Raising Kanan        | Ishmael "Snaps" Henry              | Recorrente                                           |
| 2024–present | Elsbeth                              | C.W. Wagner                        | Elenco principal                                     |
| 2025         | Harley Quinn                         | Lex Luthor (voice)                 | 2 episódios                                          |

### Teatro
| Ano  | Título                        | Papel                   | Notas                            |
| ---- | ----------------------------- | ----------------------- | -------------------------------- |
| 1985 | The Boys of Winter            | Voz no Rádio / Capitão  | Biltmore Theatre, Broadway       |
| 1987 | The Two Gentlemen of Verona   | Outlaw 2                | Delacorte Theatre, Off-Broadway  |
| 1987 | The Witch of Edmonton         | Performer               | Shakespeare Theatre Company      |
| 1988 | Serious Money                 | Merrison / Nigel / T.K. | Royale Theatre, Broadway         |
| 1991 | The Good Times Are Killing Me | Sr. Willis              | Second Stage Theater             |
| 1992 | 'Tis Pity She's a Whore       | Friar Bonaventura       | The Public Theatre, Off-Broadway |
| 1995 | A Midsummer Night's Dream     | Nick Bottom             | La Jolla Playhouse               |
| 1999 | Tartuffe                      | Cleante                 | Delacorte Theatre                |
| 2006 | Fences                        | Jim Bono                | Pasadena Playhouse               |
| 2006 | Waiting for Godot             | Vladimir                | Classical Theatre of Harlem      |
| 2007 | Radio Golf                    | Produtor                | Cort Theatre, Broadway           |
| 2009 | Broke-ology                   | William King            | Mitzi Newhouse Theater           |
| 2012 | Clybourne Park                | Produtor                | Walter Kerr Theatre, Broadway    |
| 2016 | Cost of Living                | Eddie                   | Williamstown Theatre Festival    |
| 2018 | Some Old Black Man            | Calvin Jones            | 59E59 Theaters                   |
| 2019 | Death of a Salesman           | Willy Loman             | Piccadilly Theatre, West End     |
| 2022 | Death of a Salesman           | Willy Loman             | Hudson Theatre, Broadway         |